# 柱国
柱国（ちゅうこく）は、古代中国で用いられていた称号・官職の一つ。
柱国の上位にあたる上柱国（）についても合わせて説明する。
戦国時代に楚において勲功をあげた将軍に対して、「柱国」・「上柱国」の称号を授けたのが由来とされる。その後、更始帝に仕えた李通（『後漢書』李通伝）や後燕の翟檀（『晋書』慕容垂伝）、北魏の長孫嵩（『魏書』長孫嵩伝）に称号の「柱国」と官職の「将軍」を組み合わせた「柱国大将軍」を授けているが、あくまでも雑号将軍の一つとしての位置づけであった。
その位置づけが大きく変わるのは、北魏後期の孝荘帝の時代に柱国大将軍が丞相よりも上位の地位として位置づけられてからで、孝荘帝を擁立した爾朱栄がその功績によって大将軍から柱国大将軍に進められた。その後、東魏の権力を握った高歓や西魏の権力を握った宇文泰に与えられた。その後、宇文泰は有力な将軍である7名にも自分と同じ柱国大将軍の地位を与えたことから、この8名の将軍は「八柱国」と呼ばれた（ただし、実数については異説もある）。八柱国は西魏 － 北周へと続く軍事門閥の基礎となっていくが、反面北周の成立後には柱国大将軍が八柱国以外の多数の将軍にも与えられた事によって散官化が進み、575年（建徳4年）には柱国大将軍の上位として上柱国大将軍が置かれた。
隋になると「大将軍」の称号が外されて散官扱いになり、唐では勲官の最上等（正・従二品相当）に位置づけられて明に至るが、清では勲官を廃止したために、上柱国・柱国の称号もともに消滅した。